# Саггс, Джейлен
Джейлен Рашон Саггс (англ. Jalen Rashon Suggs; род. 3 июня 2001, Сент-Пол) — американский профессиональный баскетболист клуба «Орландо Мэджик».

## Ранние годы
Саггс родился в Сент-Поле, штат Миннесота, в семье Ларри Саггса и Молли Мэнли. Его отец был опытным местным спортсменом. Джейлен начал играть в баскетбол в раннем возрасте. В седьмом классе он сыграл три игры в младшей университетской баскетбольной команде за Академию Миннехаха, частную христианскую школу в Миннеаполисе, прежде чем перешёл в университетскую команду. Саггс был стартовым игроком университетской команды в восьмом классе, набирая в среднем 17,5 очков, 4,4 перехвата и 4 передачи за игру.

## Карьера в школе
Будучи первокурсником в Академии Миннехаха, Саггс в среднем набирал 21,5 очков, делал 8 подборов и 5 передач за игру. Он набрал 22 очка, включая 15 во второй половине чемпионской игры штата класса 2A против средней школы Кросби-Айронтон. Саггс был включён в первую всеамериканскую сборную новичков по версии сайта MaxPreps. В своём втором сезоне он набирал в среднем 16 очков, 9,2 подбора и 3,4 передачи за игру, что привело его команду к еще одному титулу штата класса 2A.
Во втором сезоне он в среднем набирал 23,3 очка, делал 4,7 подбора и 6,3 передачи за игру, выиграв третий подряд чемпионат штата класса 2A. Саггс был включен в первую сборную штата и в третью всеамериканскую сборную. В старших класах он в среднем набирал 23,3 очка, делал 7,5 подбора, пять передач и 3,9 перехвата за игру. Сезон 2019/2020 в школе был прерван из-за пандемии COVID-19 через день после того, как команда выиграла титул. Саггс ушёл как лучший бомбардир своей школы за всю историю, набрав 2945 очков за карьеру. Саггс был включён в всеамериканскую сборную по версии сайта MaxPreps и был признан Мистером баскетбол Миннесота. Его выбрали для участия на McDonald’s All-American, Jordan Brand Classic и Nike Hoop Summit, но все три игры были отменены из-за пандемии COVID-19.
Помимо баскетбола, Саггс играл на позиции квотербека в за «СМБ Вульфпак», кооперативной футбольной команде, представляющей Академию Миннехаха и три другие частные школы. Он привел свою команду к чемпионату штата в классе 4A в 2018 году, будучи юниором. В выпускном сезоне Саггс помог СМБ занять второе место в классе 4A и был назван Мистером Футбол Миннесоты. В выпускном классе он был признан Спортсменом года MaxPreps за свои успехи в баскетболе и футболе. Он стал первым спортсменом в истории Миннесоты, который выиграл награды штата Мистер Баскетбол и Мистер Футбол в один и тот же учебный год.
3 января 2020 года Саггс взял на себя обязательство играть в студенческий баскетбол за Университет Гонзаги, отказав на предложения от «Флориды», «Флорида Стэйт», «Айова Стэйт» и «Миннесоты». Саггс был единогласно признан пятизвездочным новобранцем, а ESPN посчитал его пятым лучшим игроком в классе 2020 года. В футболе Саггс считался четырехзвездочным квотербеком по версии ESPN.

## Карьера в колледже
В своем дебютном матче 25 ноября 2020 года Саггс набрал 24 очка и отдал 8 результативных передач в победной игре против «Канзаса» (102:90). 2 декабря во время игры против «Уэст Вирджиния» он получил травму стопы, но позже вернулся в игру. 19 декабря Саггс набрал рекордные в карьере 27 очков, а также сделал 7 подборов и 4 результативные передачи, реализовав 7 из 10 трехочковых бросков в победной игре против «Айовы» (99:88).
9 марта 2021 года Саггс набрал 23 очка, 5 подборов и 5 результативные передачи в победной игре за титул чемпиона WCC 2021 года против БЯУ (88:78). Он был назван самым выдающимся игроком турнира. В Финале четырех турнира NCAA 2021 года Саггс забросил победный трёхочковый бросок с 12 метров в игре против УКЛА (93:90), продвинув «Гонзагу» в финальную игру, где набрал 22 очка в проигранном матче против «Бэйлора».
Будучи новичком, он в среднем набирал 14,4 очков, 5,3 подборов и 4,5 передач за игру и был включён во2-ю всеамериканскую сборную NCAA. Саггс также был признан новичком года в конференции WCC, был включён в первую сборную конференции и сборную новиков конференции. Он также получил несколько наград игрока недели в сезоне 2020/2021. 19 апреля 2021 года Саггс объявил о своем участии на драфте НБА 2021 года, отказавшись от своего оставшегося права на поступление в колледж.

## Профессиональная карьера
Саггс был выбран под пятым общим выбором на драфте НБА 2021 года командой «Орландо Мэджик». Выбор Саггса под пятым общим выбором стало неожиданностью, так как в ночь драфта многие аналитики предполагали, что Саггса выберут «Торонто Рэпторс», которым принадлежал четвертый выбор. Предполагалось, что он хорошо впишется в пустоту, образовавшуюся из-за предстоящего ухода защитника Кайла Лоури, шестикратного участника Матча всех звезд. Вместо этого «Торонто» неожиданно выбрал форварда Скотти Барнса из «Флорида Стэйт».
9 августа он дебютировал в летней лиге, одержав победу над «Голден Стэйт Уорриорз» (91:89), в которой набрал 24 очка, сделал 8 подборов, 3 блок-шота и 2 перехвата за 28 минут.
20 октября Саггс дебютировал в НБА, набрав 10 очков в проигрышном матче против «Сан-Антонио Спёрс» (97:123). 29 ноября Саггс сломал большой палец правой руки в проигрышной игре против «Филадельфия Севенти Сиксерс» (96:101), закончив игру с 17 очками, прежде чем был отстранён из-за травмы. Он пропустил двадцать игр из-за травмы. После окончания сезона 2021/2022 Саггс перенёс операцию на правой лодыжке.
18 ноября 2022 года в матче против «Чикаго Буллз» Саггс забил победный трёхочковый бросок, принесший «Мэджик» победу со счетом 108:107. 4 февраля 2023 года НБА отстранила его на одну игру за участие в стычке во время игры против «Миннесота Тимбервулвз» днём ранее.
5 января 2024 года Саггс набрал рекордные 27 очков в победной игре против «Денвер Наггетс» (122:120). 25 апреля 2024 года Саггс набрал рекордные для себя в плей-офф 24 очка в домашней победе со счётом 121:83 в третьей игре первого раунда Восточной конференции 2024 года против «Кливленд Кавальерс». В шестой игре той же серии Саггс набрал 22 очка, что помогло «Мэджик» продлить серию до седьмой игры. Саггс был включен во вторую оборонительную сборную НБА в конце сезона, став третьим игроком в истории франшизы, получившим эту награду, и первым после Дуайта Ховарда в сезоне 2011/2012.
21 октября 2024 года Саггс и «Мэджик» договорились о продлении пятилетнего контракта на сумму 150,5 миллионов долларов.
27 ноября 2024 года Саггс набрал рекордное в карьере 31 очко, а также сделал 7 результативных передач и 3 подбора в победной игре против «Чикаго Буллз» (133:119). 12 января 2025 года Саггс был увезён с площадки на инвалидной коляске из-за спазмов спины в первой половине матча против «Торонто Рэпторс». Он упал, играя в защите, без какого-либо контакта и схватившись за поясницу. 4 марта Саггс был исключен на оставшуюся часть сезона после перенесенной артроскопической операции по удалению фрагмента хряща в левом колене. В 35 играх за «Орландо» он набирал в среднем 16,2 очка, 4,0 подбора и 3,7 результативных передач.

## Карьера за сборную
Саггс выиграл золотую медаль с юношеской США на чемпионате Америки (до 16 лет) 2017 года в Формосе. В четырёх играх он в среднем набирал 7,5 очков и делал 2,8 подбора за игру. На юношеском чемпионате мира (до 17 лет) в Аргентине в 2018 году Саггс в среднем набирал 8,7 очков и делал 3,3 перехвата за игру и выиграл ещё одну золотую медаль. Он присоединился к США на чемпионат мира (до 19 лет) в Ираклион, набирая в среднем 9,6 очков за игру и помогая своей команде выиграть золотую медаль. Саггс набрал 15 очков, что стало его лучшим результатом на турнире, в финальной игре против Мали.

## Личная жизнь
У Саггса есть две младшие сестры. Их отец, Ларри, является троюродным братом игрока НФЛ Террелла Саггса, двукратного победителя Супербоула. Джален также является двоюродным братом Эдди Джонса, трёхкратного участника Матча всех звезд НБА, и защитника «Пэйсерс» Тайриза Халибертона. У него есть ещё несколько кузенов, которые играли в баскетбол в первом дивизионе NCAA. Саггс — христианин.

## Статистика

### Статистика в НБА
| Сезон   | Команда | Регулярный сезон | Регулярный сезон          | Регулярный сезон         | Регулярный сезон         | Регулярный сезон                      | Регулярный сезон                   | Регулярный сезон            | Регулярный сезон           | Регулярный сезон              | Регулярный сезон              | Регулярный сезон         | Серия плей-офф  | Серия плей-офф            | Серия плей-офф           | Серия плей-офф           | Серия плей-офф                        | Серия плей-офф                     | Серия плей-офф              | Серия плей-офф             | Серия плей-офф                | Серия плей-офф                | Серия плей-офф           |
| Сезон   | Команда | Сыгранные матчи  | Матчи в стартовой пятёрке | Количество минут за игру | Процент попаданий с игры | Процент попадания трёхочковых бросков | Процент попадания штрафных бросков | Количество подборов за игру | Количество передач за игру | Количество перехватов за игру | Количество блок-шотов за игру | Количество очков за игру | Сыгранные матчи | Матчи в стартовой пятёрке | Количество минут за игру | Процент попаданий с игры | Процент попадания трёхочковых бросков | Процент попадания штрафных бросков | Количество подборов за игру | Количество передач за игру | Количество перехватов за игру | Количество блок-шотов за игру | Количество очков за игру |
| ------- | ------- | ---------------- | ------------------------- | ------------------------ | ------------------------ | ------------------------------------- | ---------------------------------- | --------------------------- | -------------------------- | ----------------------------- | ----------------------------- | ------------------------ | --------------- | ------------------------- | ------------------------ | ------------------------ | ------------------------------------- | ---------------------------------- | --------------------------- | -------------------------- | ----------------------------- | ----------------------------- | ------------------------ |
| 2021/22 | Орландо | 48               | 45                        | 27,2                     | 36,1                     | 21,4                                  | 77,3                               | 3,6                         | 4,4                        | 1,2                           | 0,4                           | 11,8                     | Не участвовал   | Не участвовал             | Не участвовал            | Не участвовал            | Не участвовал                         | Не участвовал                      | Не участвовал               | Не участвовал              | Не участвовал                 | Не участвовал                 | Не участвовал            |
| 2022/23 | Орландо | 53               | 19                        | 23,5                     | 41,9                     | 32,7                                  | 72,3                               | 3,0                         | 2,9                        | 1,3                           | 0,5                           | 9,9                      | Не участвовал   | Не участвовал             | Не участвовал            | Не участвовал            | Не участвовал                         | Не участвовал                      | Не участвовал               | Не участвовал              | Не участвовал                 | Не участвовал                 | Не участвовал            |
| 2023/24 | Орландо | 75               | 75                        | 27,0                     | 47,1                     | 39,7                                  | 75,6                               | 3,1                         | 2,7                        | 1,4                           | 0,6                           | 12,6                     | 7               | 7                         | 33,2                     | 40,2                     | 29,2                                  | 76,7                               | 5,1                         | 3,3                        | 1,3                           | 0,4                           | 14,7                     |
| 2024/25 | Орландо | 35               | 35                        | 28,6                     | 41,0                     | 31,4                                  | 88,2                               | 4,0                         | 3,7                        | 1,5                           | 0,9                           | 16,2                     | Не участвовал   | Не участвовал             | Не участвовал            | Не участвовал            | Не участвовал                         | Не участвовал                      | Не участвовал               | Не участвовал              | Не участвовал                 | Не участвовал                 | Не участвовал            |
|         | Всего   | 211              | 174                       | 26,4                     | 41,9                     | 32,9                                  | 77,9                               | 3,3                         | 3,3                        | 1,3                           | 0,6                           | 12,3                     | 7               | 7                         | 33,2                     | 40,2                     | 29,2                                  | 76,7                               | 5,1                         | 3,3                        | 1,3                           | 0,4                           | 14,7                     |

### Статистика в NCAA
| Сезон   | Команда | Конференция | Год обучения («FR» — 1 курс, «SO» — 2 курс, «JR» — 3 курс, «SR» — 4 курс) | Сыгранные матчи | Матчи в стартовой пятёрке | Количество минут за игру | Процент попаданий с игры | Процент попадания трёхочковых бросков | Процент попадания штрафных бросков | Количество подборов за игру | Количество передач за игру | Количество перехватов за игру | Количество блок-шотов за игру | Количество очков за игру |
| ------- | ------- | ----------- | ------------------------------------------------------------------------- | --------------- | ------------------------- | ------------------------ | ------------------------ | ------------------------------------- | ---------------------------------- | --------------------------- | -------------------------- | ----------------------------- | ----------------------------- | ------------------------ |
| 2020/21 | Гонзага | WCC         | FR                                                                        | 30              | 30                        | 28,9                     | 50,3                     | 33,7                                  | 76,1                               | 5,3                         | 4,5                        | 1,9'                          | 0,3                           | 14,4                     |
| Всего   | Всего   | Всего       | Всего                                                                     | 90              | 90                        | 33,2                     | 47,0                     | 34,5                                  | 75,0                               | 4,8                         | 3,9                        | 1,1                           | 0,2                           | 16,7                     |